# Firefighter Daigo: Rescuer in Orange
Firefighter Daigo: Rescuer in Orange (め組の大吾 救国のオレンジ, Megumi no Daigo Kyūkoku no Orenji) est un shōnen manga de Masahito Soda (en), prépublié dans le magazine Monthly Shōnen Magazine depuis octobre 2020 et publié par l'éditeur Shōgakukan en volumes reliés depuis avril 2021. Il s'agit de la suite de Daigo, soldat du feu du même auteur prépublié dans le magazine Weekly Shōnen Sunday entre septembre 1995 et juin 1999.
Le manga est adapté en une série d'animation produite par Brain's Base et diffusé à partir du 30 septembre 2023.

## Personnages
Daigo Toake (十朱大吾, Toake Daigo)
Voix japonaise : Junya Enoki
Shun Onoda (斧田駿, Onoda Shun)
Voix japonaise : Taku Yashiro (en)
Yuki Nakamura (中村雪, Nakamura Yuki)
Voix japonaise : Ayane Sakura
Sadaie Matoi (纏定家, Matoi Sadaie)
Voix japonaise : Yuichi Nakamura
Kyōsuke Yamagami (山上恭介, Yamagami Kyōsuke)
Voix japonaise : Tetsu Inada
Hasebe (長谷部)
Voix japonaise : Yōhei Azakami (en)
Watari (渡)
Voix japonaise : Ryōta Iwasaki
Daigo Asahina (朝比奈大吾, Asahina Daigo)
Voix japonaise : Katsuyuki Konishi
Shirō Amakasu (甘粕 士郎, Amakasu Shirō)
Voix japonaise : Takehito Koyasu
Teppei Igarashi (五十嵐 哲平, Igarashi Teppei)
Voix japonaise : Shunsuke Takeuchi (en)
Riku Usui (碓井 陸, Usui Riku)
Voix japonaise : Takashi Onozuka (en)
Takuto Tsubaki (椿 拓人, Tsubaki Takuto)
Voix japonaise : Takuya Satō
Narrator (ナレーション, Narēshon)
Voix japonaise : Kenjiro Tsuda (en)

## Manga
Firefighter Daigo: Rescuer in Orange est écrit et dessiné par Masahito Soda (en) avec l'assistance de Kuro Tomiyama. La série est prépubliée dans le magazine shōnen Monthly Shōnen Magazine de Kōdansha à partir du 6 octobre 2020,. Kōdansha publie les chapitres reliés au format tankōbon avec un premier volume sorti le 16 avril 2021.

### Liste des volumes
| no | Japonais         | Japonais          |
| no | Date de sortie   | ISBN              |
| -- | ---------------- | ----------------- |
| 1  | 16 avril 2021    | 978-4-06-521831-0 |
| 2  | 17 juin 2021     | 978-4-06-523730-4 |
| 3  | 15 octobre 2021  | 978-4-06-524700-6 |
| 4  | 17 février 2022  | 978-4-06-526467-6 |
| 5  | 17 août 2022     | 978-4-06-528610-4 |
| 6  | 15 décembre 2022 | 978-4-06-529757-5 |
| 7  | 17 mai 2023      | 978-4-06-531664-1 |
| 8  | 17 octobre 2023  | 978-4-06-533060-9 |

## Distinctions
Le manga est nommé pour le 47e Prix du manga Kōdansha dans la catégorie « shōnen ».

## Série d'animation

Logo original de la série d'animation.

Une adaptation en série d'animation est annoncée en décembre 2022. Elle est produite par Brain's Base et réalisée par Masahiko Murata, sur un scenario Shinzō Fujita, un character design de Hitomi Tsuruta et Yabuno, et une musique composée par Norihito Sumitomo,. La série est projetée en avant-première lors de l'Anime Expo le 3 juillet 2023 puis commence sa diffusion le 30 septembre 2023 sur ytv et Nippon TV. Le générique d'ouverture est Anthropos interprété par Kanjani Eight et le générique de fin, Perfect World, est interprété par LMYK (en). Crunchyroll obtient les droits de diffusion de la série dans le monde hors asie. Medialink (en) obtient les droits de diffusion de la série en Asie du Sud-Est et la streame sur sa chaine YouTube Ani-One Asia.

### Liste des épisodes
| No | Titre en français            | Titre original                         | Date de 1re diffusion |
| -- | ---------------------------- | -------------------------------------- | --------------------- |
| 1  | Le trio de la destinée       | 運命の三人 Unmei no Sannin             | 30 septembre 2023     |
| 2  | Soldats du feu               | 消防官 Faiafaitā                       | 7 octobre 2023        |
| 3  | Le dieu des pompiers         | 救助の神様 Kyūjo no Kami-sama          | 14 octobre 2023       |
| 4  | Pas de traduction officielle | 不破特別救助隊 Fuwa Tokubetsu Kyūjotai | 21 octobre 2023       |